# Fernand Hubin
Pour les articles homonymes, voir Hubin.
Fernand Hubin (né le 31 octobre 1919 à Vierset et mort le 20 mars 1989 à Huy) est un homme politique belge (Parti socialiste). Il est un des fils de Georges Hubin. Il a été membre de la Chambre des représentants, membre du Sénat belge, membre et président du Conseil Provincial de la Province de Liège ainsi qu'échevin et bourgmestre de la commune de Huy.

## Carrière politique
Fernand Hubin est devenu député à la suite du décès de son proche ami Freddy Terwagne dont il était le suppléant. Il est devenu célèbre dans le monde politique belge pour ses prises de position tranchées concernant la sécurité des centrales nucléaires et plus particulièrement celle relevant de son territoire, la centrale de Tihange. Il a également été très actif dans l'élaboration des lois interdisant l'exploitation des Jack-Pot en Belgique.
Durant sa carrière au niveau communal, Fernand Hubin participera activement ou sera à l'origine de plusieurs chantiers d'envergure :
– la piscine communale couverte ;
– le pont de l'Europe ;
– l'école de Huy Sud ;
– la Grande Percée.
Sa plus grande victoire a toutefois été l'obtention de la perception du précompte immobilier sur les installations de la centrale de Tihange qui en était exemptée. Ces rentrées annuelles de plusieurs millions d'euros devaient garantir une situation financière avantageuse à la ville de Huy et lui permettre de s'équiper en infrastructures de sécurité permettant de réagir efficacement à un éventuel accident nucléaire.
Le chantier de « La Grande Percée », joignant la Chaussée des Forges au pont Baudouin, a été considéré par beaucoup comme une balafre au cœur du centre historique de la ville de Huy.
Fernand Hubin a été évincé de la scène politique communale en 1982 au profit d'Anne-Marie Lizin à la suite d'un poll pré-électoral entaché d'irrégularités organisé au sein du PS hutois.

### Arrêt de la centrale nucléaire de Tihange
À la suite de l'accident de la centrale nucléaire de Three Mile Island aux États-Unis le 28 mars 1979, il décida d'user de son pouvoir de bourgmestre et demanda à Intercom, l'opérateur de l'époque, d'interrompre immédiatement l'exploitation de la centrale pour des motifs de sécurité. Quelques jours plus tard, cette décision a été cassée par le gouvernement de l'époque.

### Tentatives de corruption
De nombreuses tentatives de corruption à l'encontre de Fernand Hubin ont été faites notamment de la part d'Intercom qui lui proposa de réaliser toutes les maisons des futurs ingénieurs allant venir s'installer dans la région hutoise pour travailler sur le site de la centrale de Tihange. Aucune n'a abouti.

## Vie privée
Fernand Hubin était architecte de formation. C'est le bureau d'architecture qu'il co-gérait avec son ami Jean Dehasque qui a notamment réalisé l'hôpital du Bois de l'Abbaye à Seraing.
Durant la seconde guerre mondiale, Fernand Hubin prit part au conflit tout d'abord au sein de l'armée belge et ensuite en tant que membre des Forces françaises de l'intérieur en Ariège où il rencontra également sa première épouse. 
Fernand Hubin a été membre de la loge maçonnique de Huy, « les Amis de la parfaite intelligence ». À ce titre, il a d'ailleurs refusé de participer à un office religieux organisé dans la Collégiale Notre-Dame de Huy en présence du roi Baudouin en visite officielle à Huy.
Fernand Hubin était connu pour avoir un caractère bien trempé parfois sujet à la colère. À ce sujet, il disait de lui-même qu'« il vaut mieux avoir un sale caractère que pas de caractère du tout. » 
Fernand Hubin est décédé des suites d'un cancer généralisé en 1989.